# Остхофен
Остхофен (нем. Osthofen) — город в Германии, в земле Рейнланд-Пфальц.
Входит в состав района Альцай-Вормс. Население составляет 8312 человек (на 31 декабря 2010 года). Занимает площадь 18,63 км². Официальный код — 733 1 00 055.

## Известные уроженцы
- Фридрих Август Паули (1802—1883) — немецкий инженер путей сообщения, один из первых строителей железнодорожных мостов